# Djelaludin Sharityar
Djelaludin Sharityar (en persan : جلال‌الدین شریعت‌یار) dit Toto (né le 15 mars 1983 à Zadran en Afghanistan) est un footballeur international afghan, qui joue au poste de milieu défensif.